# Geripptes Papier

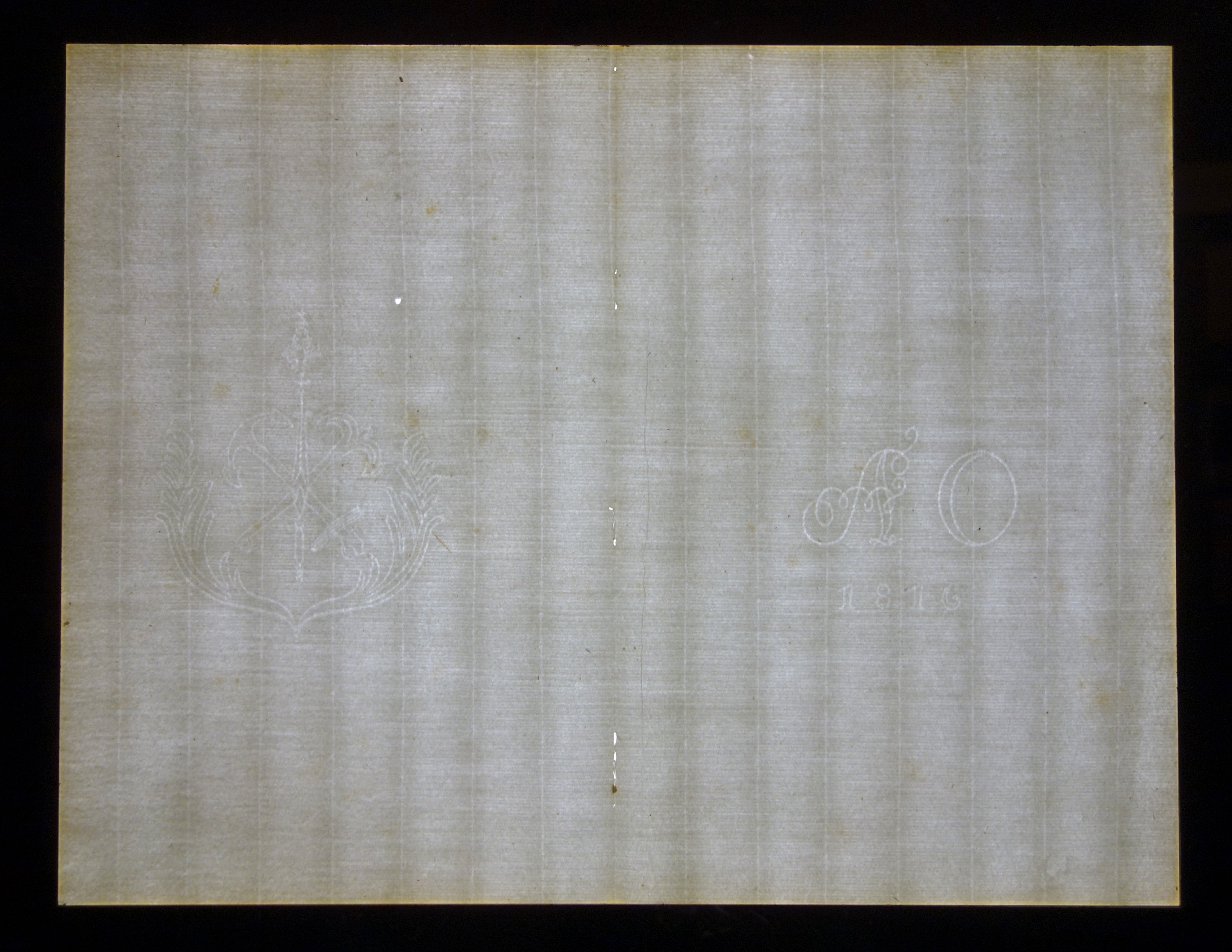
Geripptes Papier (laid paper) aus dem Robert C. Williams Paper Museum, Atlanta, USA

Als geripptes Papier oder Vergé-Papier wird eine Papierart bezeichnet, die durch die Herstellung feine Rippen aufweist. Diese werden auch als lineare Wasserzeichen oder als Wasserlinien und Stege bezeichnet.

## Geschichte
Ursprünglich bestanden beispielsweise die japanischen Schöpfsiebe (suketa) zum Aufnehmen des Papierbreis aus dünnen, eng beieinanderliegenden Bambusstreifen, die durch Seidenfäden zusammengehalten wurden. Durch diese Struktur entstand auf dem Papier die Rippenstruktur. In Europa wurde zum Schöpfen ein Sieb genutzt, das als Vergésieb bezeichnet wird, bei dem quer verlaufende Drahtstäbe durch senkrechte Bindedrähte verbunden sind. Auch hier entsteht eine Rippenstruktur. Zum Schöpfen des nassen Papierbreis aus der Bütte oder aus dem Wasser benutzte man bis ins 18. Jahrhundert diese groben Drahtsiebe. Die senkrecht zueinander gezogenen Drähte zeichneten sich auf dem Papier ab und waren bei der Durchsicht als hellere, weil dünnere Streifen sichtbar. Die Oberfläche des Papiers war dementsprechend uneben, was sich beim Schreiben unangenehm bemerkbar machte. Nachdem um 1750 Velinpapier erfunden worden war, das diese Nachteile nicht zeigte, bezeichnete man das auf die alte Weise hergestellte Papier „geripptes Papier“. Heute wird Maschinenpapier fast ausschließlich als Velinpapier hergestellt, während geripptes Papier nur für dekorative Zwecke mit Hilfe des Egoutteurs angefertigt wird.